# 4-H
La 4-H es una organización juvenil de Estados Unidos, administrada por el Departamento Estadounidense de Agricultura. Las cuatro H se refieren a Head, Heart, Hands, and Health (Cabeza -entendimiento-, Corazón, Manos y Salud). La organización agrupa a más de 6,5 millones de miembros en los Estados Unidos de 5 a 19 años de edad, en aproximadamente 90.000 clubes. Los clubes y organizaciones 4-H están presentes en la actualidad en muchos otros países, organizados y administrados de manera variable.
La política transexual de 4-H ha causado controversia.  La Universidad Estatal de Iowa se vio obligada a pagar $550 000 a causa de una disputa surgida por una propuesta de 2018 que permite a los miembros de 4-H que son «transgénero que usen los aseos, vestidores y sitios de pasar la noche que corresponden a su identidad sexual.»  En 2022, en Carolina, a los campistas «se les puede asignar dormitorios según su identidad sexual favorita,» lo cual resultó controversial para algunos padres de familia. En Ohio, un "bienvenido abrazo a jóvenes lesbianas, homosexuales, bisexuales, transgénero o cuyo género no está incluido en la dicotomía hombre/mujer" resultó en "controversia."

## Historia
El 4-H inició sus actividades a comienzos del siglo XX, en diferentes partes de los Estados Unidos. El objetivo del 4-H ha sido la idea de promover un aprendizaje eminentemente práctico, que surge del deseo de conectar la enseñanza pública con la vida rural. Los programas iniciales fueron resultado de la unión de esfuerzos públicos y privados para beneficiar a la juventud rural.
Durante este tiempo, investigadores y estaciones experimentales de diferentes universidades relacionadas con el ámbito rural, así como el Departamento de Agricultura de los Estados Unidos, han visto que los adultos de las comunidades rurales no terminan de aceptar los nuevos avances agrícolas. Sin embargo, los investigadores han visto que los jóvenes están más interesados en "experimentar" con estas nuevas ideas y compartir sus experiencias y éxitos con los adultos. Por tanto, los programas para la juventud rural se convirtieron en una manera de introducir innovación agrícola entre los adultos.

## Himno (Promesa)
I pledge my head to clearer thinking,

my heart to greater loyalty,

my hands to larger service,

my health to better living,

for my family, my club, my community,

my country, my world.
Comprometo mi cabeza al pensamiento más claro,

mi corazón a la mayor lealtad,

mis manos al mayor servicio,

mi salud al mejor vivir,

para mi familia, mi club, mi comunidad,

mi patria y mi mundo.
Otis E. Hall

## Enlaces
- 4-H Website (en inglés).

- Datos: Q238139
- Multimedia: 4-H / Q238139